# Maracandellus rhinoceros
Maracandellus rhinoceros – gatunek kosarza z podrzędu Laniatores i rodziny Assamiidae.

## Występowanie
Gatunek został wykazany z Birmy.